# Тамара Макини
Тамара Макини (енгл. Tamara McKinney; Лексингтон, 16. октобар 1962) је бивша америчка алпска скијашица. Освајачица је великог кристалног глобуса и бројних медаља са светских првенстава.

## Биографија
Тамара Макини је рођена у Лексингтону у Кентакију али је одрасла у калифорнијском зимовалишту Скво Вели. У Светском купу скијала је од 1978. до 1989. Дебитовала је као шеснаестогодишњакиња 10. децембра 1978. у Пјанкавалу трку слалома је завршила на трећем месту. На Олимпијским играма је учествовала само једном 1984. у Сарајеву и освојила је четврто место у велеслалому. На Светским првенствима је имала више успеха с обзиром да је освојила четири медаље, једну златну и три бронзане.
Највећи успех у каријери је остварила у сезони 1982/83. када је постала укупна победница Светског купа. Поред великог има и два мала кристална глобуса, у велеслалому и слалому.
Након Светског првенства 1989. у Вејлу, Тамара Макини се повукла из професионалног скијања. У Светском купу је забележила 18 победа, 45 пласмана међу прве три и 99 пласмана међу првих десет. Занимљиво је да је чак шест пута побеђивала у Вотервил Велију у Њу Хемпширу. Примљена је у Кућу славних спортиста Кентакија 2004.

## Освојени кристални глобуси
| Сезона | Дисциплина |
| ------ | ---------- |
| 1981.  | Велеслалом |
| 1983.  | Укупно     |
| 1983.  | Велеслалом |
| 1984.  | Слалом     |

## Победе у Светском купу
18 победа (9 у слалому и 9 у велеслалому)
| Сезона | Датум              | Место            | Трка       |
| ------ | ------------------ | ---------------- | ---------- |
| 1981.  | 20. јануар 1981.   | От-Нондаз        | Велеслалом |
| 1981.  | 24. јануар 1981.   | Ле Жет           | Велеслалом |
| 1981.  | 28. фебруар 1981.  | Вотервил Вели    | Велеслалом |
| 1981.  | 8. март 1981.      | Аспен            | Велеслалом |
| 1983.  | 5. децембар 1982.  | Лимоне Пијемонте | Слалом     |
| 1983.  | 9. јануар 1983.    | Давос            | Слалом     |
| 1983.  | 23. јануар 1983.   | Сен Жерве Ле Бен | Велеслалом |
| 1983.  | 8. март 1983.      | Вотервил Вели    | Велеслалом |
| 1983.  | 9. март 1983.      | Вотервил Вели    | Велеслалом |
| 1983.  | 13. март 1983.     | Вејл             | Велеслалом |
| 1983.  | 20. март 1983.     | Фурано           | Слалом     |
| 1984.  | 10. март 1984.     | Вотервил Вели    | Велеслалом |
| 1984.  | 11. март 1984.     | Вотервил Вели    | Слалом     |
| 1984.  | 23. март 1984.     | Цвизел           | Велеслалом |
| 1984.  | 24. март 1984.     | Осло             | Слалом     |
| 1985.  | 5. јануар 1985.    | Марибор          | Слалом     |
| 1985.  | 16. март 1985.     | Вотервил Вели    | Слалом     |
| 1987.  | 18. децембар 1986. | Курмајор         | Слалом     |
| 1987.  | 11. јануар 1987.   | Мелау            | Слалом     |